# 阿姆羅赫縣

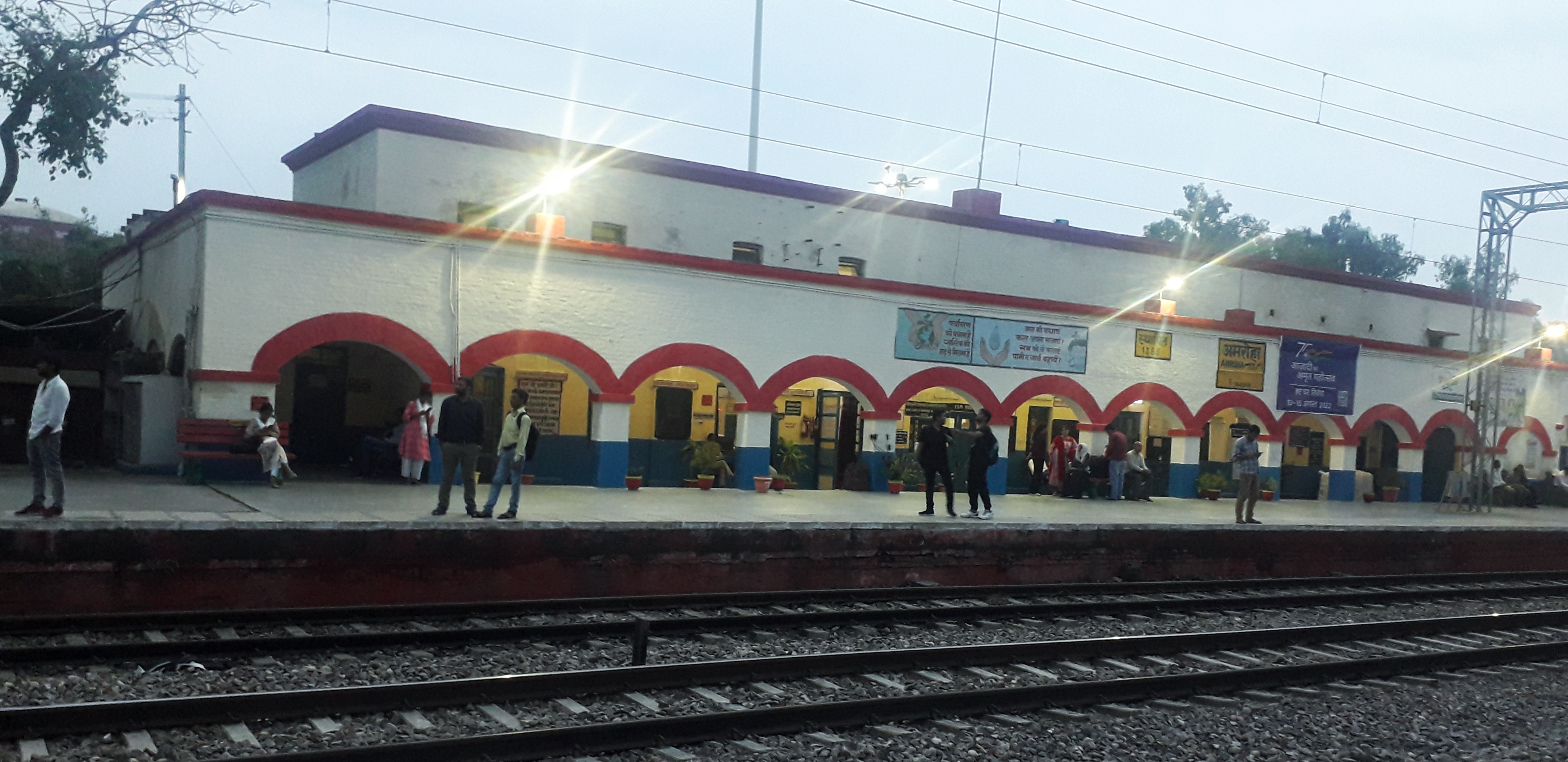
阿姆罗赫火车站

阿姆羅赫縣，或阿姆羅哈縣，是印度的一個縣，位於該國北部，由北方邦負責管轄，面積2,321平方公里，識字率為50.21%，2001年人口1,499,193，人口密度為每平方公里646人。

## 外部連結
- 官方网站
- Amroha - capital of Amroha District （页面存档备份，存于）

28°54′00″N 78°28′12″E / 28.90000°N 78.47000°E